# University of Juba
University of Juba är ett universitet i Sydsudan. Det ligger i den sydöstra delen av landet, i huvudstaden Juba.